# Neusticomys venezuelae
Neusticomys venezuelae és una espècie de mamífer rosegador de la família dels cricètids. Viu a altituds d'entre 600 i 1.400 msnm a Guyana i Veneçuela. El seu hàbitat natural són els rierols que transcorren per les selves. S'alimenta d'invertebrats aquàtics. Està amenaçada per la desforestació, la mineria i l'agricultura. El seu nom específic, venezuelae, significa ‘de Veneçuela’ en llatí.